# David Froman
David Wesley Froman (* 31. Dezember 1938 in Miami, Ottawa County, Oklahoma; † 8. Februar 2010 ebenda) war ein US-amerikanischer Schauspieler.

## Leben
Froman begann seine Schauspielkarriere 1980 in der Seifenoper The Edge of Night, in der er bis 1984 die Zwillingsbrüder Gunther und Bruno Wagner darstellte. Im Anschluss übernahm er Gastrollen in verschiedenen Fernsehserien. Zwischen 1986 und 1994 spielte er die Rolle des Lt. Bob Brooks in der populären Serie Matlock. Daneben war er zwischen 1961 und 1969 sowie von 1994 bis 2002 als Schauspiellehrer am College seines Heimatortes tätig. Er trat dort bis Ende 2009 im örtlichen Theater auf, unter anderem in Aufführungen von Die Katze auf dem heißen Blechdach, Anatevka sowie The King and I.
Froman war verheiratet und hatte drei Kinder. Er starb an einer Krebserkrankung.

## Filmografie (Auswahl)
Jeweils eine Folge, wenn nicht anders angegeben
- 1980–1984: The Edge of Night (459 Folgen)
- 1985: Polizeirevier Hill Street (Hill Street Blues)
- 1985: Agentin mit Herz (Scarecrow and Mrs. King)
- 1986–1994: Matlock (56 Folgen)
- 1986: T. J. Hooker
- 1987: Simon & Simon
- 1987–1989: Hunter (3 Folgen)
- 1988: 21 Jump Street – Tatort Klassenzimmer (21 Jump Street)
- 1988: Raumschiff Enterprise: Das nächste Jahrhundert (Star Trek: The Next Generation)
- 1993: Cheers
- 1994: Diagnose: Mord (Diagnosis Murder)